# Gaffeltaggad fältmätare
Gaffeltaggad fältmätare (Hydriomena impluviata) är en fjärilsart som beskrevs av Michael Denis och Ignaz Schiffermüller 1775. Gaffeltaggad fältmätare ingår i släktet Hydriomena och familjen mätare. Arten är reproducerande i Sverige. Inga underarter finns listade i Catalogue of Life.

## Bildgalleri

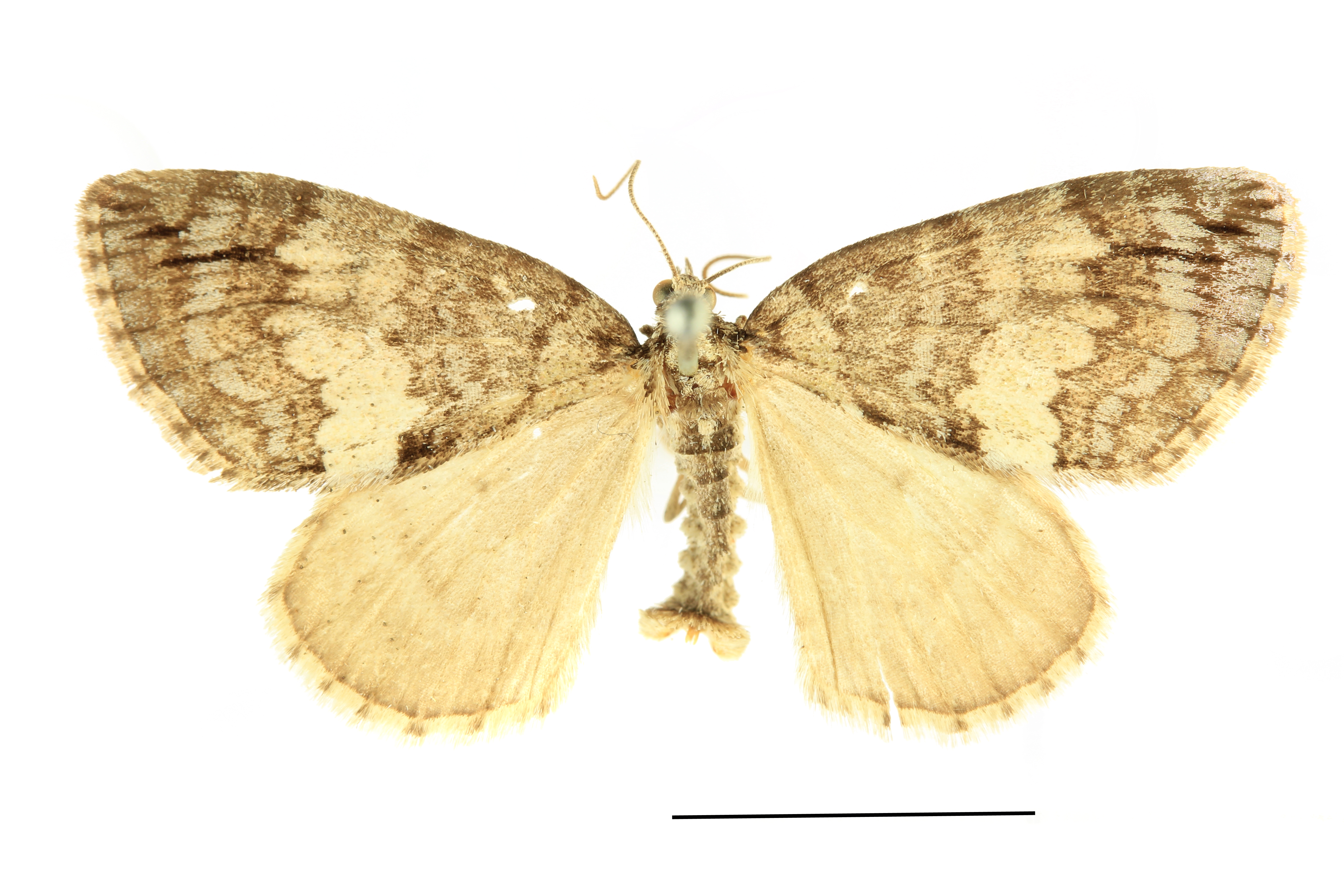
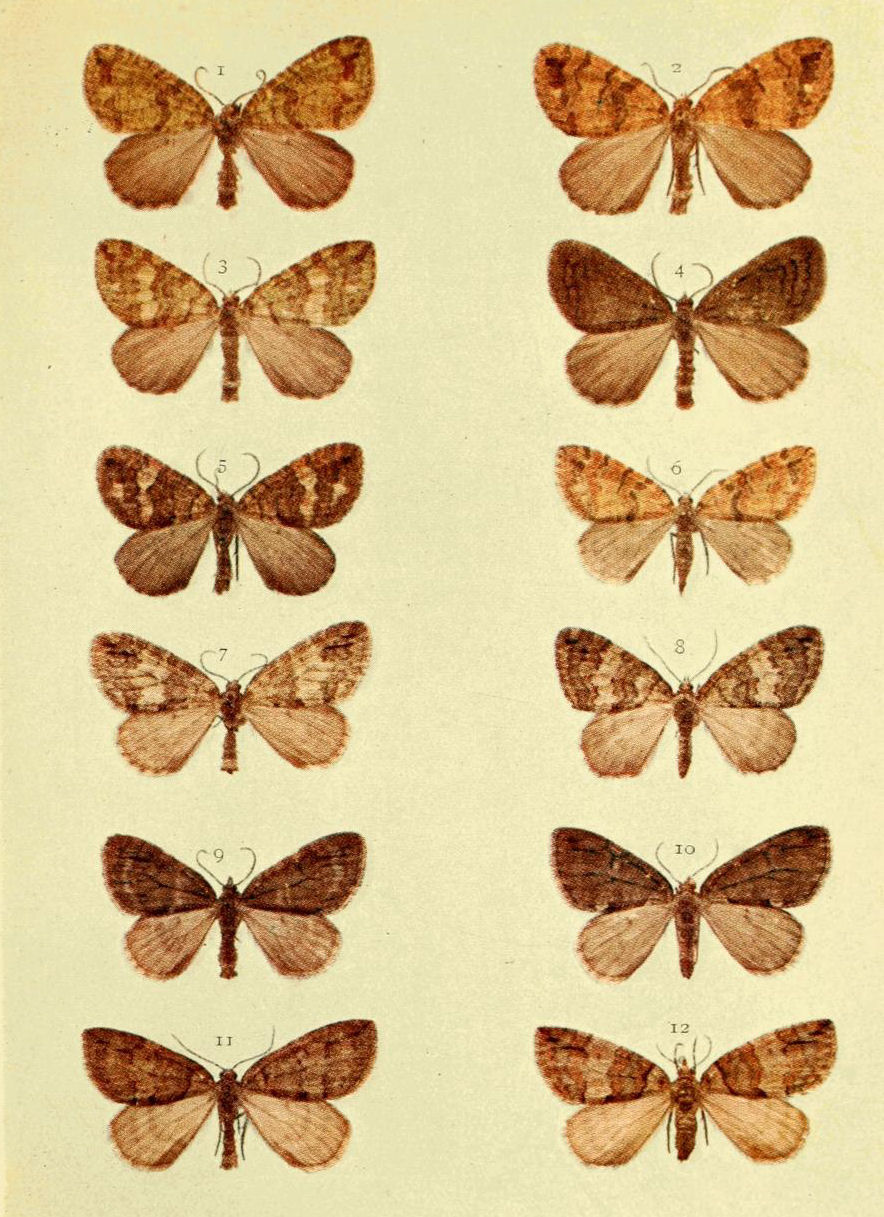
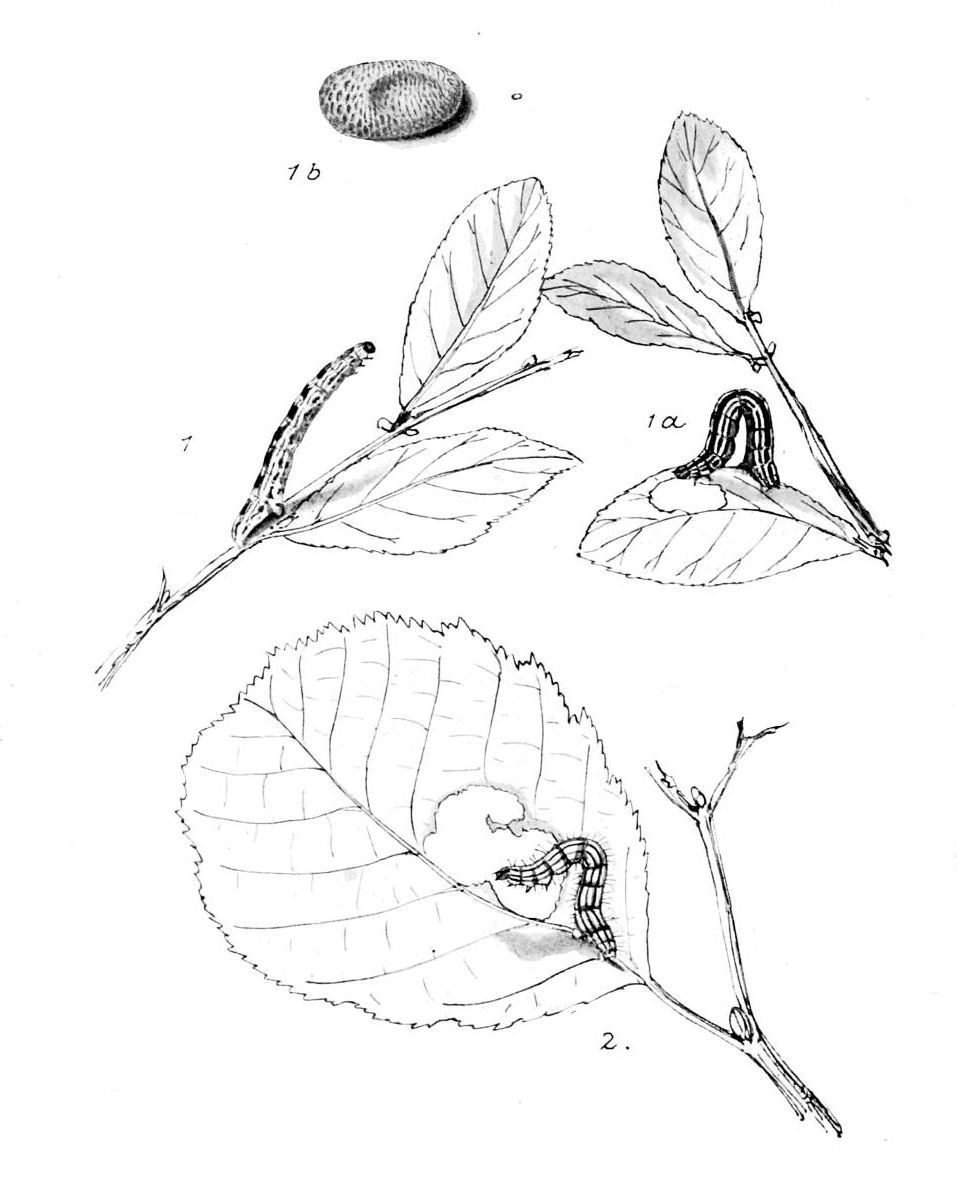